# Erlenbach (Ötisheim)
Erlenbach ist ein Weiler der baden-württembergischen Gemeinde Ötisheim im Enzkreis.

## Geographie
Erlenbach steht in Hangfuß- und Hanglage linksseits an und über einem gut einen Kilometer langen Mühlkanal links des unteren, zur Enz fließenden Erlenbachs beidseits der Zumündung des Haldenhofgrabens, der zuvor das Erlenbacher Täle durchfließt. Weniger als 200 Meter vom Ortsrand entfernt steht der kleinere, ebenfalls Ötisheimer Ort Haldenhof am linken Hang des Täles.
Ötisheim ist 2,1 Kilometer westnordwestlich entfernt, dessen Ortsteil Schönenberg 0,7 Kilometer nördlich, Mühlacker 1,4 Kilometer südöstlich (jeweils in Luftlinie bis zur Ortsmitte).

## Geschichte
Erlenbach war schon als Flurname bekannt und wurde 1245 zum ersten Mal urkundlich erwähnt. In der Flur Langes Gewand, welche nordöstlich von Erlenbach liegt, wurden Reihengräber entdeckt, die auf das 5.–7. Jahrhundert datiert wurden. Dort fand man Skelette, Waffen und Gefäße, später auch noch Lanzenspitzen, ein Beil und Kettenringe, welche heute im Heimatmuseum Mühlacker zu besichtigen sind. Die Entstehung des Ortes fällt somit in die merowingerzeitlichen Ausbauzeit. Die ehemals dort stehende Kapelle St. Jakobus wird 1356 erstmals erwähnt. Neben dem Herrenhof in Ötisheim soll es einen zweiten Hof in Erlenbach gegeben haben, auf das wohl der Erlenbacher Hof zurückgeht, welcher in den Lagerbüchern von Ötisheim bis ins 18. Jahrhundert erwähnt wird.

### Erlenbacher Mühle
791 schenkte ein Mann Namens Asbert dem Kloster Maulbronn Land und eine Mühle von Ötisheim. Die Mühle gehörte vermutlich zu Erlenbach, weil der Ort bessere Bedingungen bot als im Dorf Ötisheim. Erst später aber, in den Ötisheimer Lagerbücher, wird eine Mühle in Erlenbach ausdrücklich erwähnt. Aus dem Jahre 1480 ist eine Abschrift eines Erblehensvertrages erhalten, worin steht, dass die Mühle an Hans (Johannes) Faust verliehen wurde. In dieser Zeit war Hans Faust der einzige bekannte Namensträger in dieser Gegend, womit dessen mögliche Verwandtschaft mit Johann Georg Faust, welcher in Knittlingen 1480 geboren wurde und in Goethes Faust verewigt wurde, nicht ausgeschlossen ist.

### Einwohnerentwicklung
1601 zählte man 25 Einwohner, 3 Häuser, Hof und die Mühle, 1692 waren es 22 Einwohner. Mitte des 18. Jahrhunderts über 30 und Ende des 18. Jahrhunderts ca. 40 Einwohner. 1870 waren es 44 Einwohner.

## Kulturdenkmale
- Tunnel, als Bahndurchlass, erbaut 1835
- Mühlgebäude mit Stallscheune und Werkstatt

## Verkehr
Erlenbach ist aus Richtung Ötisheim über die Straße im Röhrich, von Mühlacker über die Erlenbachstraße und von Schönenberg über die Haldenstraße zu erreichen.